# Zwiezda-2005 Perm
Zwiezda-2005 Perm (ros. Женский футбольный клуб «Звезда-2005» Пермь, Żenskij Futbolnyj Kłub "Zwiezda-2005" Pierm) – rosyjski kobiecy klub piłkarski z siedzibą w Permiu.

## Historia
Kobieca drużyna piłkarska Zwiezda-2005 Perm została założona w mieście Perm w 2005. W 2006 klub debiutował w Pierwoj Lidze, w której zajął drugie miejsce i zdobył awans do najwyższej ligi. W 2007 klub debiutował w Wysszej Lidze i jako beniaminek zdobył mistrzostwo oraz Puchar Rosji, które utrzymywał kolejne 3 lata. W sezonie 2008/09 klub startował w rozgrywkach Ligi Mistrzów, gdzie w finale przegrał z klubem FCR 2001 Duisburg 0:6, 1:1.

## Sukcesy
- Ligi Mistrzów:

finalista: 2008/09
1/8 finału: 2009/10
- Wysszaja Liga:

mistrz: 2007, 2008, 2009, 2014, 2015, 2017
- Puchar Rosji:

zdobywca: 2007, 2012, 2013, 2015, 2016, 2018, 2019
finalista: 2008, 2009